# Яшин, Николай Иванович
Никола́й Ива́нович Я́шин (23 февраля 1922 — 28 июня 1944) — участник Великой Отечественной войны, командир взвода разведки 830-го стрелкового полка 238-й стрелковой дивизии 50-й армии 2-го Белорусского фронта, Герой Советского Союза, старший лейтенант.

## Биография
Родился 23 февраля 1922 года в деревне Нижняя Гнилуша (ныне — Малоархангельского района Орловской области) в семье рабочего. Русский. Жил в городе Семёновка Черниговской области. Окончил семь классов неполной средней школы.
В 1941 году призван в ряды Красной Армии. В 1942 году окончил Тамбовское кавалерийское училище. В боях Великой Отечественной войны с сентября 1942 года. Воевал на 2-м Белорусском фронте. Член ВКП(б)/КПСС с 1943 года.
27 июня 1944 года командир взвода разведки 830-го стрелкового полка старший лейтенант Н. И. Яшин со своими бойцами переправился через Днепр в районе деревни Луполово, ныне в черте Могилёва. Провёл разведку боем, уточняя систему огня противника.
28 июня 1944 года отважный разведчик старший лейтенант Николай Иванович Яшин погиб в бою. Похоронен в братской могиле в Могилёве.
Указом Президиума Верховного Совета СССР от 24 марта 1945 года за образцовое выполнение боевых заданий командования и проявленные при этом мужество и героизм старшему лейтенанту Николаю Ивановичу Яшину посмертно присвоено звание Героя Советского Союза.

## Награды
Награждён орденом Ленина, орденами Красного Знамени, Красной Звезды, медалями.

## Память
Бюст Героя установлен в деревне Александровка Малоархангельского района; на пилоне моста через Днепр в центре Могилёва (Ленинский район) от улицы Челюскинцев (близ Советской площади) на противоположный берег реки на Пушкинский проспект Октябрьского района — мемориальная доска.